# 강계의학대학
강계의학대학(江界醫學大學)은 자강도 강계시에 위치한 조선민주주의인민공화국의 대학이다. 자강도 내의 보건 인재들을 양성하고 있다. 1969년 9월 7일 내각 결정 제50호에 의하여 1969년 10월 1일에 개교하였다.  의학부(수업연한 5년 6개월), 위생학부(수업연한 5년), 특설학부(수업연한 3년), 통신학부(수업연한 5년 6개월)와 1년제 예비과가 설치되어 있다.